# Radio Guiniguada
Web Oficial de Radio Guiniguada Guiniguada.

### Asociación Cultural Guiniguada Comunicación
La Asociación Cultural Guiniguada Comunicación es una organización con sede en Las Palmas de Gran Canaria, España, dedicada a la comunicación alternativa y comunitaria. Su objetivo es promover una transformación social democrática mediante la difusión de valores como la defensa de los derechos laborales, la libertad de expresión, el antimilitarismo, el respeto al medio ambiente y la autodeterminación de los pueblos.

### Historia y objetivos
La asociación fue fundada en 1985 con la intención de ofrecer un espacio de comunicación independiente, alejado de los medios de comunicación tradicionales y de los intereses de la clase dominante. Su labor se basa en la reivindicación de la participación ciudadana en los medios, facilitando la expresión de colectivos marginados y promoviendo un enfoque crítico sobre la realidad social.
Uno de los ejes fundamentales de su actividad es la consolidación de un modelo de radio comunitaria y alternativa, entendida como un espacio de información, formación y encuentro. A través de talleres de radio, conferencias y su plataforma digital, la asociación busca proporcionar herramientas comunicativas a la ciudadanía.

### Radio Guiniguada
El principal proyecto de la Asociación Cultural Guiniguada Comunicación es Radio Guiniguada, una emisora comunitaria que opera en la frecuencia 89.4 FM. Fundada el 1 de mayo de 1985, la elección de esta fecha simboliza su compromiso con la clase trabajadora y su vocación de dar voz a sectores desfavorecidos.
La emisora se ha consolidado como un medio de comunicación alternativo en Canarias, con una programación realizada en su mayoría por personas sin formación periodística previa. Su carácter comunitario permite el acceso a noticias y fuentes de información fuera del marco de los medios comerciales, contribuyendo a la difusión de una visión crítica y solidaria de la realidad social.

### Actividad y enfoque
Además de su labor informativa, la asociación promueve la formación en el ámbito radiofónico mediante talleres y actividades educativas. Su programación se basa en la participación ciudadana y en la difusión de contenidos vinculados a movimientos sociales, derechos humanos y justicia social.
Desde su fundación, la asociación y su emisora han mantenido un compromiso con la comunicación como herramienta de transformación social, fomentando la participación activa de la comunidad en la generación de contenidos informativos y culturales.